# Vladimir Adoratski
Vladimir Viktorovich Adoratski(en ruso :Владимир Викторович Адоратский; 19 de agosto [O.S. 7 de agosto] de 1878, Kazán – 5 de junio de 1945, Moscú) fue un revolucionario ruso, historiador, académico y filósofo marxista soviético.

## Vida y carrera

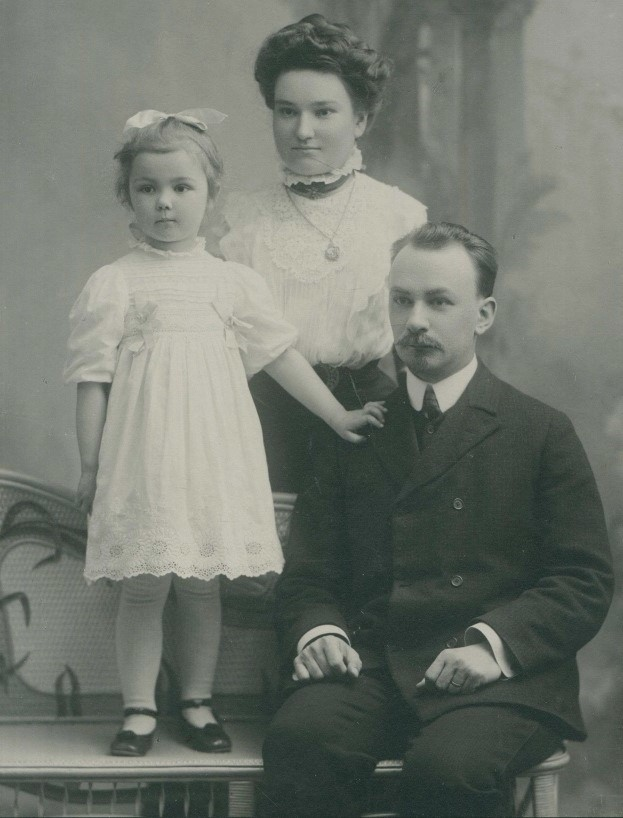
Vladimir Adoratski con su esposa e hija en 1907.

Adoratski nació en Kazán en la familia de un pequeño funcionario y noble. Se licenció en derecho en la Universidad de Kazán y se unió a la facción bolchevique del Partido Laborista Socialdemócrata Ruso en 1904. Detenido en 1905, fue deportado a la provincia de Astracán. Tras su liberación emigró a Ginebra. Posteriormente vivió en París, Londres, donde conoció a Sidney y Beatrice Webb, Berlín y Múnich, regresando a Rusia en 1918.
De 1920 a 1928 fue subdirector de la Junta Central de Archivos, y de 1928 a 1931, subdirector del Instituto Lenin, y en 1932 miembro de la Academia de Ciencias de la Unión Soviética. En la década de 1920, editó volúmenes de escritos filosóficos de Marx, Engels y Lenin, y escribió varias obras sobre la teoría marxista del Estado y el derecho, y sobre la filosofía y la historia del marxismo.
En diciembre de 1929, durante la celebración oficial del 50 cumpleaños de Iósif Stalin (de hecho, tenía 51 años), se esperaba que los principales académicos soviéticos publicaran artículos que elogiaran la contribución del líder a sus disciplinas. El veterano director del Instituto Marx-Engels, David Riazonov, y el principal filósofo soviético, Abram Deborin, no cumplieron, pero Adoratski intervino con un artículo publicado en Izvestia, elogiando a Stalin como un gran teórico marxista.
A principios de 1931, después de que se inventara un caso contra Riazonov, Adoratski tomó su lugar y se convirtió en director de los Institutos Marx-Engels y Lenin fusionados. También dirigió el Departamento de Filosofía de la Academia Comunista de 1931 a 1936 y el Instituto de Filosofía de la Academia de Ciencias de la URSS de 1936 a 1939.
Obligado a jubilarse por problemas de salud en 1939, fue reemplazado como director del Instituto Marx-Engels-Lenin por Mark Mitin. En julio de 1941, cuando el Instituto fue evacuado cuando el ejército alemán se acercaba a Moscú, Adoratski alegó que estaba demasiado enfermo para viajar en un vagón de carga, por lo que fue expulsado del instituto y se le negó su salario. Su hija apeló a Mitin para que interviniera, pero él se negó. Luego, Adoratski fue evacuado con otros miembros de la Academia de Ciencias a Alma Ata, donde cayó gravemente enfermo. Después de ser dado de alta del hospital, le asignaron habitaciones sin calefacción, donde tuvo que vivir y trabajar en la cocina. Regresó a Moscú en 1943 y murió allí el 5 de junio de 1945.
Fue enterrado en el cementerio Donskoye de Moscú.